# Немецкая ассоциация ската
Немецкая ассоциация ската (нем. Deutscher Skatverband) или DSkV — головная организация немецких скат-клубов. Она была основана 12 марта 1899 года в Галле-ан-дер-Заале, а штаб-квартира клуба находится в городе Альтенбург. В связи с разделением Германии, с 1954 по 2001 год штаб-квартира ассоциации располагалась в Билефельде. Офисы в Билефельде были закрыты в 2005 году; с тех пор Альтенбург снова стал единственным местом расположения головного офиса.

## Организация
Совместно с Международной ассоциацией игроков в скат (ISPA), DSkV определяет международные правила игры в скат. Важным органом ассоциации являлся Немецкий суд ската (Deutsches Skatgericht), который разрешал споры в турнирных играх.  В 2001 году Немецкий суд ската слился с Комиссией по правилам Международной ассоциации игроков в скат в Международный суд ската. Кроме того, ассоциация организует открытые турниры и Чемпионат Германии по скату.
Немецкая ассоциация ската насчитывает почти 26 000 членов, объединенных в 13 государственных ассоциаций и 1 666 клубов. DSkV организует чемпионаты Германии для индивидуальных, командных и парных спортсменов. Существуют также открытые турниры, в которых может принять участие любой заинтересованный игрок в скат — без необходимости доказывать членство в клубе (Женский кубок Германии, Смешанный чемпионат Германии, Кубок Германии и проводимый раз в два года Международный кубок DSkV Skat). Помимо этих турниров существует система лиг, которая делится на федеральные (Bundesligen) и региональные лиги (Regionalligen). Существуют также параллельные соревнования проводимые IPSA, которая помимо организации чемпионатов мира и Европы по скату, также является организатором чемпионатов Германии для индивидуальных спортсменов и команд, а также своей собственной федеральной лиги.
Долгое время Немецкая и Международная ассоциации придерживались разных правил игры в скат, пока они не договорились использовать одинаковые правила с 1 января 1999 года.